# Nicholas Rush
Nicholas Rush je fiktivní postava sci-fi seriálu Stargate Universe. Jeho roli představuje skotský herec Robert Carlyle.
Dr. Nicholas Rush je vedoucí projektu Ikarus. Po smrti manželky, je posedlý odhalením záhady devátého symbolu Hvězdné brány a za každou cenu ji chtěl vyřešit. S vytočením devítimístné adresy mu nakonec pomůže Eli Wallace, kterého Rush získal pro projekt Ikarus. Zásluhou Dr. Rushe se ocitá většina personálu základny Ikarus ve vzdálené galaxii na antické lodi Destiny, na které musí bojovat o vlastní přežití. Dr. Rush je jednou z důležitých postav, na které závisí osud celé posádky Destiny. Jeho výrazným rysem je odhalovaní tajemství vesmíru za každou cenu.
Ve třetí části epizody Air na sebe prozradil, že jeho otec pracoval v loděnici v Glasgow. Na stipendium na Oxford se dostal díky dvěma zaměstnáním. Díky tomu věří, že má plné právo rozhodnout se bez toho, aby se musel komukoliv zodpovídat.